# San Mateo Buenavista
San Mateo Buenavista är en ort i Mexiko.   Den ligger i kommunen Tepeji del Río de Ocampo och delstaten Hidalgo, i den sydöstra delen av landet, 50 km norr om huvudstaden Mexico City. San Mateo Buenavista ligger 2 151 meter över havet och antalet invånare är 348.
Terrängen runt San Mateo Buenavista är kuperad söderut, men norrut är den platt. San Mateo Buenavista ligger nere i en dal. Runt San Mateo Buenavista är det ganska tätbefolkat, med 155 invånare per kvadratkilometer. Närmaste större samhälle är Tepotzotlán, 19,2 km sydost om San Mateo Buenavista. I omgivningarna runt San Mateo Buenavista växer huvudsakligen savannskog.